# Mary-Kate und Ashley Olsen

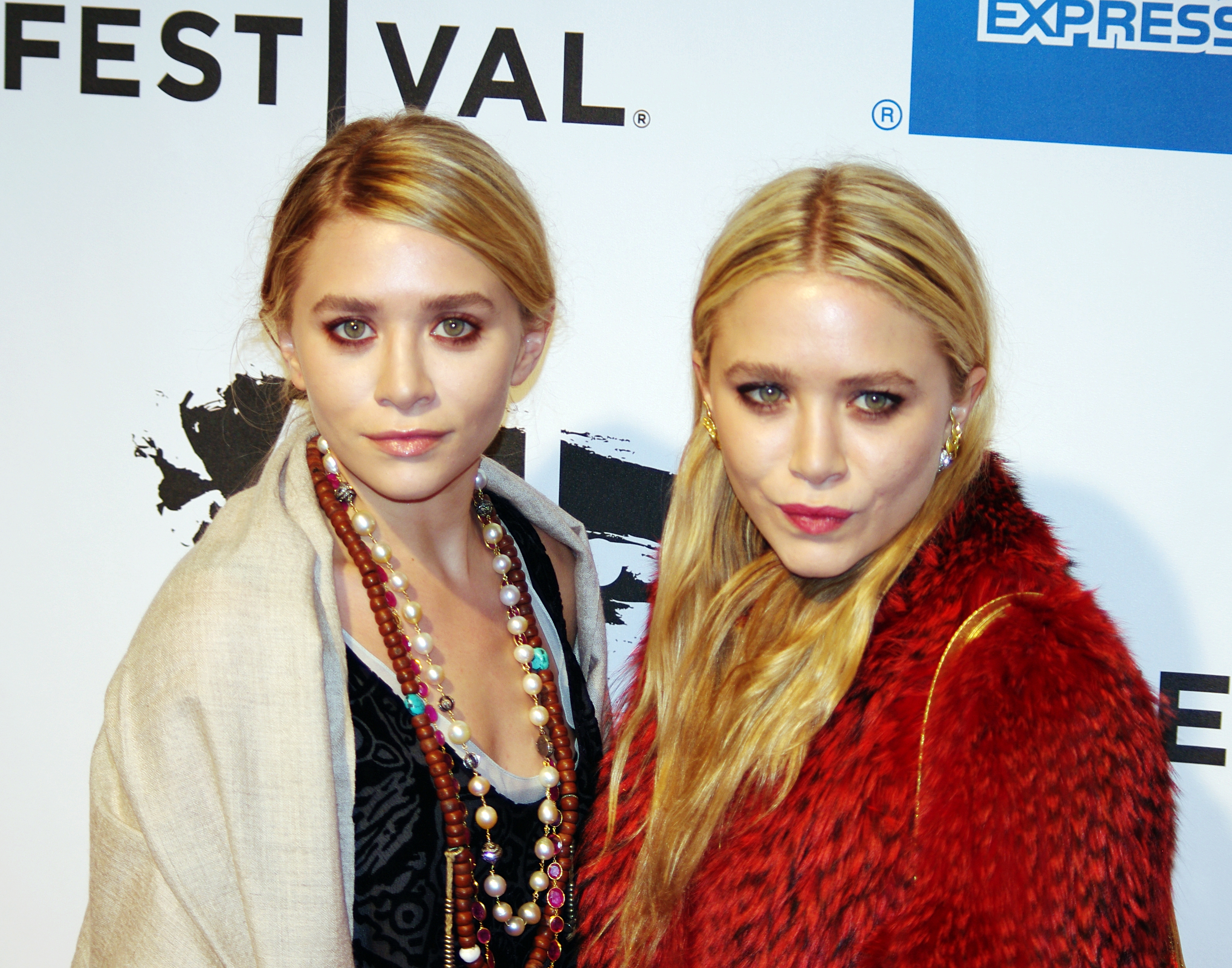
Ashley und Mary-Kate Olsen (2011)

Mary-Kate und Ashley Olsen (* 13. Juni 1986 in Sherman Oaks, Kalifornien) sind US-amerikanische Schauspielerinnen und Unternehmerinnen.
Die Olsens sind  zweieiige Zwillingsschwestern, die bereits als Kleinkinder im Fernsehen auftraten und ab den späten 1980er Jahren durch die Fernsehserie Full House weltweite Bekanntheit erlangten. Seitdem waren die Zwillinge in zahlreichen Fernsehserien, Fernseh- und Kinofilmen sowie Werbespots zu sehen und sind zudem über verschiedene eigene Firmen erfolgreich im Bereich der Vermarktung von Lizenzprodukten und Modeartikeln unternehmerisch tätig. In der Öffentlichkeit treten die Olsens in der Regel gemeinsam auf. Ihre jüngere Schwester Elizabeth Olsen ist ebenfalls als Schauspielerin tätig.

## Biographie

### Herkunft
Die Olsen-Zwillinge sind die Töchter von David „Dave“ und Jarnette „Jarnie“ Olsen. Sie haben noch weitere Geschwister, James „Trent“ und Elizabeth, sowie zwei Halbgeschwister aus der zweiten Ehe ihres Vaters. Die Eltern ließen sich 1996 scheiden.

### Filme und Serien
Die Karriere der Olsen-Zwillinge begann 1987 im Alter von neun Monaten, als ihre Mutter sie beim Casting für die Fernsehserie Full House erfolgreich vorstellte. Bis 1995 verkörperten sie, anfänglich unter dem gemeinsamen Namen „Mary Kate Ashley Olsen“, in der Serie abwechselnd die Figur Michelle Elizabeth Tanner. Wegen der US-amerikanischen Schutzbestimmungen für Kinder ist eine solche Doppelbesetzung nicht ungewöhnlich.
1992 folgte der erste Kinderfilm Kidnapping der Nervensägen, in dem sie erstmals gemeinsam auftraten. Wie die Serie Full House war er sehr erfolgreich. Bis Ende der 1990er Jahre folgten weitere Kinderfilme, wie 1995 eine Abwandlung vom Doppelten Lottchen: Eins und Eins macht Vier.
Bei ihren ersten Jugendfilmen stand zunächst der Humor im Vordergrund, z. B. beim Film von 2000 Top Secret – Zwei Plappermäuler in Australien. Spätere Jugendfilme orientierten sich stärker am Genre des Liebesfilms, wie Verliebt in Rom 2002. Ebenfalls in dem Jahr drehten sie So Little Time, eine Fernsehserie.

### Unternehmen
1991 gründeten die Rechtsanwälte Robert Thorne und Greg Redlitz die Dual Star Entertainment Group zur Vermarktung der Olsen-Geschwister.
Zielgruppe der Filme und der in Lizenz an andere Hersteller vergebenen Produkte waren zunächst vorwiegend Kinder und später heranwachsende Teenager, denen die Zwillinge in der Öffentlichkeit und in ihren Rollen als betont normale Kinder/Teenager von leicht gegensätzlichem Charakter präsentiert werden. Dabei werden auch echte oder vermeintliche private Auseinandersetzungen und Veränderungen inszeniert. Dadurch sollen die Olsen-Geschwister eine möglichst breite Identifizierungsmöglichkeit bei der Zielgruppe schaffen.
Unter dem Markennamen mary-kateandashley wurden ab 2000 weltweit zahlreiche Merchandising-Produkte angeboten, darunter Kleidung, Parfüm, Kosmetikprodukte, Modepuppen, Bücher, Zeitschriften, CDs, Videospiele, Poster und Haushaltsgegenstände. In den USA lief der Verkauf der Ware hauptsächlich über Wal-Mart. In Deutschland wurden Produkte der Marke mary-kateandashley bei Wal-Mart und über den Otto-Versand angeboten. Der Verkauf wurde in Deutschland Ende Juli 2005 eingestellt. 2009 gaben die Olsens die Marke mary-kateandashley auf, nachdem sie ab 2006 andere Projekte gestartet hatten.
2006 lancierten die Zwillinge die hochpreisige Damen-Modemarke The Row (benannt nach der Londoner Savile Row). Für die hochwertigen Modekollektionen von The Row (Bekleidung sowie Accessoires wie Handtaschen und Sonnenbrillen) wurden die Olsens, unter anderem, bislang 2012, 2014, 2015 und 2018 vom Council of Fashion Designers of America (CFDA) mit Preisen ausgezeichnet. 2009 war erstmals eine kurzlebige Herrenkollektion von The Row präsentiert worden; 2016 versuchten sich die Olsens auf dem Gebiet der Herrenmode erneut und lancierten schließlich im Oktober 2018 eine vollständige Herrenmodekollektion im oberen Preissegment von The Row. The Row unterhält Ladengeschäfte in Manhattan und Los Angeles. 2007 gründeten die Olsens die Modefirma Elizabeth and James für junge Damenmode im oberen Mittelpreissegment, für die ein eigenes Ladengeschäft in Los Angeles existiert. 2009 wurde von den Olsens die Modelinie olsenboye mit niedrigpreisiger Teenagermode, die exklusiv über J. C. Penney zu kaufen war, auf den Markt gebracht. Im Juli 2011 starteten die Zwillinge ihr Projekt StyleMint, über das die Zwillinge zunächst selbst entworfene T-Shirts und schließlich Accessoire und Schmuck vertrieben. Im Herbst 2011 wurden die Olsens von dem amerikanischen Schuh-Designer Steve Madden, der im gleichen Jahr die Nordamerika-Lizenz für Superga-Schuhe erworben hatte, zu Chef-Designerinnen für diese Schuhmarke ernannt. 2013 entwarfen die Olsens drei preiswerte Kollektionen für die norwegische Modekette Bik Bok.
Seit 2004, als sie volljährig wurden, sind die Olsens Präsidentinnen der Firma Dual Star Entertainment Group (die Teilhaber Thorne und Redlitz wurden 2004 ausbezahlt), deren heutiger Jahresumsatz auf fast zwei Milliarden US-Dollar geschätzt wird. Die Zwillinge haben mehrere Bücher veröffentlicht, darunter Mary-Kate and Ashley Yearbook (2005), Mary-Kate and Ashley Style Secrets (2006) oder Influence (2008).
Seit Mitte der 2000er Jahre moniert die Tierschutz-Organisation PETA die Verwendung von Pelzen in den Olsen-Kollektionen und bei deren privater Garderobe durch zahlreiche Kampagnen, in denen die Zwillinge als „Trollsens“ beziehungsweise als „Hairy Kate“ und „Trashley Trollsen“ bezeichnet werden.
Das Branchenblatt The Hollywood Reporter erklärte die Zwillinge zu den „Most Powerful Young Women in Hollywood“. 2011 zählten beide laut dem US-amerikanischen Forbes Magazine nach wie vor zu den am besten verdienenden Jungschauspielern in Hollywood. Zwischen Juni 2007 und Juni 2008 erhielten sie Gagen in Höhe von 15 bis 22 Mio. US-Dollar und rangierten hinter Daniel Radcliffe (19–25 Mio. US-Dollar) und Miley Cyrus (15–25 Mio. US-Dollar) auf Platz drei.

### Privatleben
Im Jahr 2004 begannen Mary-Kate und Ashley Olsen ein Studium an der Gallatin School of Individualized Study, einem College der New York University (Mary-Kate Psychologie und Ashley Medienwissenschaften), das sie bereits im Folgejahr abbrachen.
Ashley Olsen war in den 2000er Jahren unter anderem mit dem Quarterback Matt Kaplan, einem Clubbesitzer aus Hollywood und 2007 mit Radrennfahrer Lance Armstrong liiert. In den Medien wurden in den 2010er Jahren zudem über Beziehungen mit Justin Bartha, dem Millionär David Schulte, dem kanadischen Regisseur Bennett Miller und dem New Yorker Künstler George Condo berichtet. Von November 2016 bis März 2017 waren der New Yorker Kunstsammler Richard Sachs und Ashley Olsen ein Paar. 2018 wurde über eine Liaison mit dem New Yorker Künstler Louis Eisner berichtet. Beide heirateten am 28. Dezember 2022.
Zu Mary-Kates Beziehungspartnern werden der Sohn von Jeffrey Katzenberg, David Katzenberg (von 2003 bis 2004), der griechische Reedersohn Stavros Niarchos (bis 2005), von 2006 bis 2007 Maxwell Snow (Bruder von Dash Snow) und von 2008 bis 2010 der New Yorker Künstler Nate Lowman gezählt. Ab Mai 2012 war sie mit Olivier Sarkozy, dem Bruder von Nicolas Sarkozy, liiert, den sie im November 2015 heiratete. Im Januar 2021 erfolgte die Scheidung.
Mary-Kate Olsen war sehr eng mit Heath Ledger befreundet. Nach Auffinden von Ledgers Leiche in dessen Wohnung im Jahr 2008 kontaktierte dessen Haushälterin zunächst Mary-Kate Olsen und dann erst die Polizei.

## Filmografie
| Filmografie Mary-Kate Olsen Filme 1992: Kidnapping der Nervensägen (To Grandmother’s House We Go) 1993: Halloween Twins, jetzt hexen sie doppelt (Double, Double, Toil and Trouble) 1994: Abenteuer auf der Wildwasser-Ranch (How the West Was Fun) 1994: Die kleinen Superstrolche (The Little Rascals) 1995: Eins und Eins macht Vier (It Takes Two) 1998: Der beste Vater der Welt (Billboard Dad) 1999: Zwillinge verliebt in Paris (Passport to Paris) 1999: Ein unschlagbares Doppel (Switching Goals) 2000: Top Secret – Zwei Plappermäuler in Australien (Our Lips Are Sealed) 2001: It takes two – London, wir kommen! (Winning London) 2001: Ferien unter Palmen (Holiday in the Sun) 2002: Verliebt in Rom (When in Rome) 2003: Sweet 16 – Willkommen im Leben (Getting There) 2003: 3 Engel für Charlie – Volle Power (Charlie’s Angels: Full Throttle) 2003: The Challenge – Eine echte Herausforderung (The Challenge) 2004: Ein verrückter Tag in New York (New York Minute) 2008: The Wackness – Verrückt sein ist relativ (The Wackness) 2011: Beastly Serien 1987–1995: Full House (192 Folgen) 1990: Echt super, Mr. Cooper (Hangin’ with Mr. Cooper, Folge 1x02) 1994–1997: The Adventures of Mary-Kate & Ashley 1995–2000: You’re Invited to Mary-Kate’s & Ashley’s Party 1998: Ein Zwilling kommt selten allein (Two of a Kind, 22 Folgen) 2000: Eine himmlische Familie (7th Heaven, Folge 5x08) 2001: So Little Time (22 Folgen) 2001: Mary-Kate and Ashley in Action! 2004: Die Simpsons (The Simpsons, Folge 15x10) 2007: Samantha Who? (Folge 2x05) 2008: Weeds – Kleine Deals unter Nachbarn (Weeds, acht Folgen) | Filmografie Ashley Olsen Filme 1992: Kidnapping der Nervensägen (To Grandmother’s House We Go ) 1993: Halloween Twins, jetzt hexen sie doppelt (Double, Double, Toil and Trouble) 1994: Abenteuer auf der Wildwasser-Ranch (How the West Was Fun) 1994: Die kleinen Superstrolche (The Little Rascals) 1995: Eins und Eins macht Vier (It Takes Two) 1998: Der beste Vater der Welt (Billboard Dad) 1999: Zwillinge verliebt in Paris (Passport to Paris) 1999: Ein unschlagbares Doppel (Switching Goals) 2000: Top Secret – Zwei Plappermäuler in Australien (Our Lips Are Sealed) 2001: It takes two – London, wir kommen! (Winning London) 2001: Ferien unter Palmen (Holiday in the Sun) 2002: Verliebt in Rom (When in Rome) 2003: Sweet 16 – Willkommen im Leben (Getting There) 2003: 3 Engel für Charlie – Volle Power (Charlie’s Angels: Full Throttle) 2003: The Challenge – Eine echte Herausforderung (The Challenge) 2004: Ein verrückter Tag in New York (New York Minute), Kinofilm Serien 1987–1995: Full House (192 Folgen) 1990: Echt super, Mr. Cooper (Hangin’ with Mr. Cooper, Folge 1x02) 1994–1997: The Adventures of Mary-Kate & Ashley 1995–2000: You’re Invited to Mary-Kate’s & Ashley’s Party 1998: Ein Zwilling kommt selten allein (Two of a Kind, 22 Folgen) 2000: Eine himmlische Familie (7th Heaven, Folge 5x08) 2001: So Little Time (22 Folgen) 2001: Mary-Kate and Ashley in Action! 2004: Die Simpsons (The Simpsons, Folge 15x10) |

## Auszeichnungen
- 1989: Young Artist Awards: Beste Jungschauspielerin unter fünf Jahren, Full House
- 1990: Young Artist Awards: Herausragende Leistung einer Darstellerin unter neun Jahren, Full House
- 1992: Young Artist Awards: Herausragende Leistung einer Darstellerin unter zehn Jahren, Full House
- 1994: Young Artist Awards: Beste Jungschauspielerin in einer TV Mini-Serie, M.O.W. oder Special, Double, Double, Toil and Trouble
- 2003: DVD Exclusive Awards: Franchise Performers Award
- 2004: Stern auf dem Walk of Fame
- 2004: Bravo Otto in Gold in der Kategorie beliebteste Filmstars
- 2005: Accessories Council Excellence Award

## Videoalben
- 1993: Our First Video (US: ×4Vierfachplatin )[26]
- 1994: The Case of Thorn Mansion (US: ×3Dreifachplatin )
- 1994: The Case of the Logical I Ranch (US: ×3Dreifachplatin )